# Edgardo Rocha
Edgardo Rocha  (Rivera, 6 de septiembre de 1983) tenor uruguayo con trayectoria en los teatros más importantes del mundo.
Destaca en el repertorio belcantista acercando la ópera a los apasionados y a los que aprecian cualquier manifestación artística. A través de su sencillez rompe esquemas, demostrando que la ópera puede ser popular.
Considera que no es necesario conocer el mundo de la ópera para poder apreciarla y disfrutarla. Con su humildad y su voz ha logrado conquistar al público en cada lugar donde se ha presentado.

## Biografía
Edgardo Rocha nació en Rivera, Uruguay. Su padre era oficial de migraciones y su madre era repostera.  A los 8 años, gracias a que su padre lo inscribió en clases de piano, descubrió que la música ocupaba un lugar inmenso en su vida. El artista destaca que en su casa se vivía la música en forma cotidiana, su hermano mayor tocaba el arpa y la guitarra. A pesar de ser apasionados por la música, no estaban de acuerdo en que Rocha ejerciera profesionalmente, ya que no era una carrera tradicional para su entorno. 
Sin embargo, él decidió creer en su pasión y convicción, así fue como comenzó a tomar clases de canto a escondidas y allí descubrió que su sueño era convertirse en cantante lírico.

### Estudios
Rocha estudió piano y luego dirección coral y de orquesta en la Escuela Universitaria de Música de Montevideo. Comenzó sus estudios de técnica vocal con Alba Tonelli gracias a una beca ofrecida por la Fundación Chamangá para jóvenes vocacionales. Después estudió canto con Beatriz Pazos y Raquel Pierotti. 
En 2008 se trasladó a Italia para perfeccionarse con el tenor Salvatore Fisichella y el tenor rossiniano Rockwell Blake.
Es ganador de los concursos:  51.er Concurso de Juventudes musicales del Uruguay [https://www.mundoclasico.com/articulo/5603/Resultado-del-51%C2%BA-Concurso-anual-de-selecci%C3%B3n-2003-UY], Maria Callas en Sao Paolo (Brasil) [https://www.ciaopera.com.br/?page_id=336], Giulio Neri en Siena (Italia) [http://www.valdichiana.it/new.it.php?cod=1369] y Primo Palcoscenico en Cesena (Italia) donde debutó el rol de Almaviva en Il barbiere di Siviglia de Rossini.

### Carrera Profesional
En 2010 llega su debut en el rol titular de la ópera Gianni di Parigi de Donizetti al Festival della Valle d’Itria Martina Franca, rol de extrema dificultad, escrito para el gran tenor Giovanni Battista Rubini. Debido al gran éxito obtenido en su debut, inicia su carrera en los teatros italianos y extranjeros.
Cantó Gianni di Parigi en Wexford Opera Festival. Luego obtuvo el papel titular como Don Ramiro en La Cenerentola en los siguientes teatros y óperas de todo el mundo: Teatro Lirico di Cagliari, Circuito Lírico Lombardo, en el Festival de Bergen, Seattle Opera, Opera de Lausanne, Ópera de Bilbao, Ópera de Montecarlo, Konzerthaus Dortmund, Elbphilharmonie Hamburg, Concertgebouw Amsterdam, Ópera de Versalles, Staatsoper Stuttgart, Teatro Maestranza, Festival International d'Opéra Baroque de Beaune, Festival de Lucerna, Palacio de la Música Catalana, Grand Théâtre de Genève, Bayerische Staatsoper y Wiener Staatsoper.

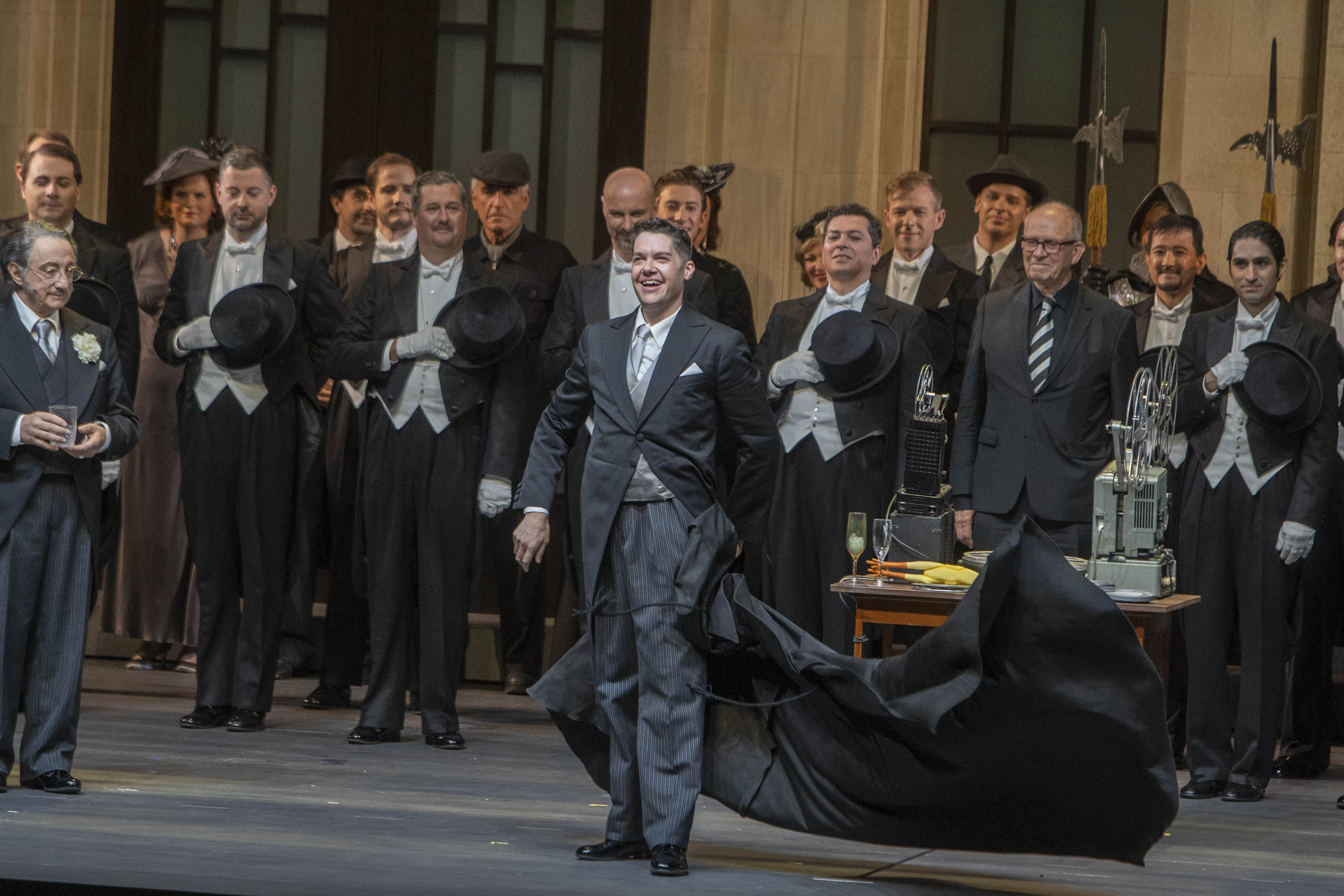
Il barbiere di Siviglia, Salzburgo, Junio 2022

En el 2017 tuvo lugar una gran tournée de La Cenerentola junto a la mezzo-soprano Cecilia Bartoli celebrando los 200 años de la primera representación de esta obra maestra de Rossini. 
Canta Don Pasquale en el Teatro del Maggio Musicale Fiorentino, Teatro dell'Opera di Roma y al Teatro Filarmónico de Verona. Por otra parte,  ha cantado Cosi fan tutte en el Teatro San Carlo di Napoli y Teatro Regio di Torino; L’Italiana in Algeri en la Opera Giocosa Savona, Teatro Petruzzelli Bari,  Wiener Staatsoper, Opera de Nancy, Gran Teatro Liceo de Barcelona y Festival de Salzburgo. Asimismo ha cantado Il matrimonio segreto en Teatro Coccia, Novara; en 2011 La scala di seta de Rossini en la Opernhaus Zürich, aquí también interpretó en 2012 al personaje de Jago en el Otello de Rossini, junto a la mezzosoprano Cecilia Bartoli y el tenor Javier Camarena. Esta obra fue interpretada más tarde en 2014 en el rol de Rodrigo en el Teatro de los Campos Elíseos, y como Jago en el Teatro de La Scala en 2015.
Un rol de gran consideración ha sido el de Almaviva en El barbero de Sevilla de Rossini, que debutó en diciembre de 2012 en la Ópera de Viena, y el cual ha interpretado en los principales teatros de Europa tales como: Palacio de las Artes Reina Sofía, Teatro Real de Madrid, la Ópera de Lausana, Ópera Estatal de Baviera, Orquesta Estatal Sajona de Dresde, Opera Nacional de París, Israeli Opera, Teatro de la Ópera de Roma, Teatro de ópera de Zúrich, Ópera Estatal de Hamburgo, Teatro Filarmónico de Verona, Teatro de San Carlos de Nápoles y en el Festival de Salzburgo.
Con la ópera La Gazzetta de Rossini debutó en la Ópera Real de Valonia en Lieja.
En 2015, cantó Il turco in Italia de Rossini en el Teatro Regio di Torino. Luego lo interpretó en Teatro de ópera de Zúrich en 2019 y en el Teatro de La Scala en 2020.
En 2015, también participó por primera vez en  El viaje a Reims en el rol de Belfiore en Teatro de ópera de Zúrich, en 2019 lo representaría nuevamente en Ópera Semper en el rol de Libenskof y en 2021 en el Teatro Bolshói. 
Además ha interpretado con gran éxito el papel de Ory en El conde Ory de Rossini en Teatro de ópera de Zúrich en 2016 y 2021. 

Plácido Domingo, Edgardo Rocha, Rolando Villazón, Ildebrando D'Arcangelo, Levy Sekgapane en la Gala Rossini, Julio 2022

En 2016 estrenó Nadir en Los pescadores de perlas de Bizet en la ópera de Nancy, Arturo en I Puritani de Bellini en Stuttgart Opernhaus y Leopold en La Juive de Halevy en la Bayerische Staatsoper junto a Roberto Alagna. 
En 2019 canta por primera vez el rol de Ernesto en Agnese de Paer, y también Riccardo Percy en Anna Bolena de Donizetti en su versión original de 1830 en la Opéra de Lausanne. 
Otros roles de consideración han sido el de Giannetto en La gazza ladra de Rossini, Giacomo V en la ópera La dama del lago de Rossini donde debutó en Salzburg Pfingstfestpiele y en la Opéra de Marsella.

### Repertorio
| Compositor               | Título                  | Rol                   |
| ------------------------ | ----------------------- | --------------------- |
| Vicenzo Bellini          | I Puritani              | Arturo                |
| Vicenzo Bellini          | La Sonnambula           | Elvino                |
| Vicenzo Bellini          | Il pirata               | Gualtiero             |
| Georges Bizet            | Les Pêcheurs de Perles  | Nadir                 |
| Domenico Cimarosa        | Il matrimonio segreto   | Paolino               |
| Gaetano Donizetti        | Anna Bolena             | Riccardo Percy        |
| Gaetano Donizetti        | La fille du régiment    | Tonio                 |
| Gaetano Donizetti        | Don Pasquale            | Ernesto               |
| Gaetano Donizetti        | Lucrezia Borgia         | Gennaro               |
| Gaetano Donizetti        | Linda di Chamounix      | Carlo                 |
| Gaetano Donizetti        | Gianni di Parigi        | Gianni di Parigi      |
| Gaetano Donizetti        | María Stuarda           | Leicester             |
| Gaetano Donizetti        | Roberto Devereux        | Roberto               |
| Gaetano Donizetti        | L’elisir d’amore        | Nemorino              |
| Jacques Fromental Halévy | La Juive                | Leopold               |
|                          | L’Eclair                | Lionel                |
| Wolfgang Amadeus Mozart  | Cosi fan tutte          | Ferrando              |
| Wolfgang Amadeus Mozart  | La Clemenza di Tito     | Tito                  |
| Wolfgang Amadeus Mozart  | Mitridate re di Ponto   | Mitridate             |
| Wolfgang Amadeus Mozart  | il re pastore           | Alessandro            |
| Wolfgang Amadeus Mozart  | Don Giovanni            | Don Ottavio           |
| Wolfgang Amadeus Mozart  | Idomeneo                | Idomeneo              |
| Wolfgang Amadeus Mozart  | Idomeneo                | Idamante              |
| Ferdinando Paër          | Agnese                  | Ernesto               |
|                          | Leonora                 | Florestano            |
| Gioachino Rossini        | Il barbiere di Siviglia | Almaviva              |
| Gioachino Rossini        | Il turco in Italia      | Don Narciso           |
| Gioachino Rossini        | Il Viaggio a Reims      | Il Cavaliere Belfiore |
| Gioachino Rossini        | Il Conte di Libenskof   |                       |
| Gioachino Rossini        | L’Italiana in Algeri    | Lindoro               |
| Gioachino Rossini        | La Cenerentola          | Don Ramiro            |
| Gioachino Rossini        | La Donna del Lago       | Giacomo V             |
| Gioachino Rossini        | La Gazza Ladra          | Giannetto             |
| Gioachino Rossini        | La Gazzetta             | Alberto               |
| Gioachino Rossini        | La Scala di Seta        | Dorvil                |
| Gioachino Rossini        | Le Comte Ory            | Le Comte Ory          |
| Gioachino Rossini        | Otello                  | Jago                  |
| Gioachino Rossini        | Otello                  | Rodrigo               |
| Richard Strauss          | Der Rosenkavalier       | Ein Sänger            |

### Colaboraciones
Colabora con directores de orquesta como: 
- Giacomo Sagripanti
- Gianluigi Gelmetti
- Riccardo Frizza
- Myung-whun Chung
- Alan Curtis
- Jonathan Webb
- Christopher Franklin
- Daniele Rustioni
- Michael Güttler
- Bruno Campanella
- Jean-Christophe Spinosi
- Omer Meir Wellber
- Enrique Mazzola
- Stefano Montanari
- Rani Calderón
- Betrand de Billy
- Stefano Ranzani
- Roberto Rizzi Brignoli
- Antonello Allemandi
- Donato Renzetti
- Gianluca Capuano
- Ottavio Dantone

Directores de escena como: 
- Jonathan Miller
- Damiano Michieletto
- Moshe Leiser/ Patrice Caurier
- Ettore Scola
- Joan Font
- Rosetta Cucchi
- Emilio Sagi
- Antonio Albanese
- Carlo Verdone
- Filippo Crivelli
- Stefano Mazzonis
- Adriano Sinivia
- Jossi Wieler
- Christopher Alden
- Pier Francesco Maestrini
- Calixto Bieito
- Jürgen Flimm

### Películas
Edgardo Rocha encarna el rol de Don Ramiro en la película La Cenerentola una favola in diretta, producida por Andrea Andermann para la Rai y transmitida en directo por Mundovision, con la puesta en escena de Carlo Verdone y bajo la dirección musical de Gianluigi Gelmetti.

## Fundación
La experiencia personal de Rocha y su interés por ayudar a otros artistas a convertirse en profesionales de la música, le impulsaron a crear el colectivo musical OPERA JOVEN. Esta fundación está completamente centrada en dar oportunidades a nuevos talentos, formarlos con especialistas y generar el espacio para que estos crezcan y adquieran experiencia para afrontar el mundo profesional artístico. 
Esta iniciativa formada en 2006, consiguió destacar, no solo por ser la única fundación de este tipo en Uruguay, sino también, por su originalidad en la realización de la ópera “L’Elisir d’Amore” de Donizetti. 
En la actualidad, muchos jóvenes en Uruguay han podido beneficiarse de este gran soporte al terminar sus estudios musicales.